# Jaume Munar
Jaume Antoni Munar Clar (Santañí, Baleares, 5 de mayo de 1997), más conocido como Mágico Munar, es un tenista profesional español.

## Carrera

### Júnior
El tenista de Santañí comenzó a dar sus primeros raquetazos en club Global Tennis Team, ubicado en Es Garrovers (Mallorca) que más tarde fue compaginando con sus entrenos en el centro de tecnificación de Manacor. Entrena ahora en la Rafa Nadal Academy by Movistar desde el año 2010. Ha ganado varios títulos en esta categoría hasta alcanzar, en el mes de junio de 2014, su mayor ranking combinado juvenil ITF, al posicionarse como el número 6 del mundo. También, quedó campeón de la Copa Davis Júnior 2013.
En el año 2014 Jaume Munar Clar, séptimo cabeza de serie en Roland Garros Júnior, se clasificó para la final tras superar al francés Quentin Halys, quinto favorito del torneo, por 6-4 y 6-2, perdiéndola contra el ruso Andrey Rublev por 6-2, 7-5.

### Profesional

#### 2014
En el año 2014, con diecisiete años, ganó su primer título Future en el circuito profesional, el torneo España F1, disputado en su isla natal, Mallorca, en la modalidad de dobles junto a su compatriota Pedro Martínez Portero.

#### 2017
Empezó el año ganando el Future España F1 celebrado en Manacor, en las instalaciones de la Rafa Nadal Academy sobre tierra batida, derrotando en la final a Ricardo Ojeda Lara. Una semana después, en el mismo escenario y frente al mismo rival, caería en semifinales del Future España F2. Después de caer en primera ronda del Future España F3, conseguiría a la semana siguiente alzarse con el segundo título de la temporada en ese mismo escenario, en el Future España F4 celebrado en Paguera sobre tierra batida. Después participa en el Future Open FoxTenn (España F6) celebrado en Cornellà, donde tras quedarse en semifinales en el cuadro individual, gana el torneo de dobles haciendo pareja junto al campeón olímpico Marc López. Más tarde llegaría su primer challenger en dobles ganado en Poznan (Polonia), sobre tierra batida. Después ganaría su primer challenger en individual contra Álex de Miñaur en Segovia sobre pista dura. A finales de año caería en la final del challenger de Río de Janeiro ante el argentino Carlos Berlocq por 6-4; 2-6; 3-0 (ret).

#### 2018
2018 ha sido el año de la confirmación de Jaume Munar como una de las grandes promesas de la NextGentATP, tras afianzarse en el Top-200 y lograr colarse por primera vez en su carrera en el cuadro principal de un Grand Slam. Lo hizo en el Australian Open tras derrotar en la previa a Arnaboldi, Travaglia y Mousley, por este orden. Perdió en la primera ronda del cuadro principal contra Gael Monfils.

#### 2019
El 2019 de Munar comienza con muchas expectativas durante la gira de polvo de ladrillo poniendo como punto de partida Marrakech en donde parece haber logrado hasta el momento una de sus mayores victorias al imponerse al alemán Alexander Zverev primer cabeza de serie del torneo por 7-6; 2-6; 6-3.

## Títulos ATP (0; 0+0)

### Individual (0)
| Leyenda                         |
| Grand Slam (0)                  |
| ATP Wourld Tour Finals (0)      |
| ATP World Tour Masters 1000 (0) |
| ATP World Tour 500 (0)          |
| ATP World Tour 250 (0)          |

#### Finalista (1)
| N.º | Fecha               | Torneo   | Superficie    | Oponente en la final | Resultado     |
| --- | ------------------- | -------- | ------------- | -------------------- | ------------- |
| 1.  | 11 de abril de 2021 | Marbella | Tierra batida | Pablo Carreño        | 1-6, 6-2, 4-6 |

### Dobles (0)
| Leyenda                         |
| Grand Slam (0)                  |
| ATP Wourld Tour Finals (0)      |
| ATP Masters 1000 World Tour (0) |
| ATP World Tour 500 series (0)   |
| ATP World Tour 250 series (0)   |

#### Finalista (2)
| N.º | Fecha                 | Torneo         | Superficie    | Pareja            | Oponentes en la final          | Resultado   |
| --- | --------------------- | -------------- | ------------- | ----------------- | ------------------------------ | ----------- |
| 1.  | 14 de marzo de 2021   | Santiago       | Tierra batida | Federico Delbonis | Simone Bolelli Máximo González | 6-7(4), 4-6 |
| 2.  | 23 de febrero de 2025 | Rio de Janeiro | Tierra batida | Pedro Martínez    | Rafael Matos Marcelo Melo      | 2-6, 5-7    |

## Challenger Tour (9+1)
| N.º | Fecha                    | Torneo                        | Superficie    | Oponentes               | Resultado        |
| --- | ------------------------ | ----------------------------- | ------------- | ----------------------- | ---------------- |
| 1.  | Agosto de 2017           | Challenger de Segovia         | Dura          | Álex de Miñaur          | 6-3, 6-4         |
| 2.  | 9 de junio de 2018       | Challenger de Prostejov       | Tierra batida | Laslo Djere             | 6-1, 6-3         |
| 3.  | 17 de junio de 2018      | Challenger de Caltanissetta   | Tierra batida | Matteo Donati           | 6-2, 7-6(2)      |
| 4.  | 10 de noviembre de 2019  | Challenger de Montevideo      | Tierra batida | Federico Delbonis       | 7-5, 6-2         |
| 5.  | 18 de octubre de 2020    | Challenger de Lisboa          | Tierra batida | Pedro Sousa             | 7-6(3), 6-2      |
| 6.  | 31 de enero de 2021      | Challenger de Antalya         | Tierra batida | Lorenzo Musetti         | 6-7(9), 6-2, 6-2 |
| 7.  | 3 de abril de 2022       | Challenger de Marbella        | Tierra batida | Pedro Cachín            | 6-2, 6-2         |
| 8.  | 12 de junio de 2022      | Challenger de Perugia         | Tierra batida | Tomás Martín Etcheverry | 6-3, 4-6, 6-1    |
| 9.  | 22 de septiembre de 2024 | Challenger de Bad Waltersdorf | Tierra batida | Thiago Seyboth Wild     | 6-2, 6-1         |

### Dobles
| N.º | Fecha               | Torneo               | Superficie    | Pareja          | Oponentes                        | Resultado           |
| --- | ------------------- | -------------------- | ------------- | --------------- | -------------------------------- | ------------------- |
| 1.  | 22 de julio de 2017 | Challenger de Poznan | Tierra batida | Guido Andreozzi | Tomasz Bednarek Gonçalo Oliveira | 6-7(4), 6-3, [10-4] |

## Clasificación histórica
- Actualizado a 31 de agosto de 2024.

| Torneo | 2016 | 2017 | 2018 | 2019 | 2020 | 2021 | 2022 | 2023 | 2024 | Títulos | G-P   | %   |
| --- | ---- | ---- | ---- | ---- | ---- | ---- | ---- | ---- | ---- | ------- | ----- | --- |
| Torneos de Grand Slam |      |      |      |      |      |      |      |      |      |         |       |     |
| A. Australia | A    | A    | 1R   | 1R   | 2R   | A    | 1R   | 1R   | 2R   | 0 / 6   | 2-6   | 25% |
| Roland Garros | A    | A    | 2R   | 1R   | 1R   | 2R   | 2R   | 1R   | 2R   | 0 / 7   | 4-7   | 36% |
| Wimbledon | A    | A    | Q1   | 1R   | ND   | 1R   | 2R   | 2R   | 2R   | 0 / 5   | 3-5   | 37% |
| Abierto EE. UU. | A    | A    | 2R   | 1R   | 1R   | 1R   | 1R   | Q1   | 1R   | 0 / 6   | 1-6   | 14% |
| Títulos | 0    | 0    | 0    | 0    | 0    | 0    | 0    | 0    | 0    | 0 / 24  | 10-24 | 29% |
| Ganados-Perdidos | 0-0  | 0-0  | 2-3  | 0-4  | 1-3  | 1-3  | 2-4  | 1-3  | 3-4  | 0 / 24  | 10-24 | 29% |
| |      |      |      |      |      |      |      |      |      |         |       |     |
| Leyenda: G: Torneo ganado; F: Finalista; SF: Semifinalista; CF: Cuartos de final; R: Rondas previas; RR: Round Robin; PO: Repesca; A: Ausente; G-P: Ganados-Perdidos. |      |      |      |      |      |      |      |      |      |         |       |     |